# Cubanops chamarreta
Espèce
Cubanops chamarreta est une espèce d'araignées aranéomorphes de la famille des Caponiidae.

## Distribution
Cette espèce est endémique de la province de Santiago de Cuba à Cuba,. Elle se rencontre vers San Luis.

## Description
Le mâle holotype mesure 2,10 mm.

## Systématique et taxinomie
Cette espèce a été décrite par Sánchez-Ruiz et Bonaldo en 2024.

## Étymologie
Son nom d'espèce lui a été donné en référence au lieu de sa découverte, Hoyo de Chamarreta.

## Publication originale
(mai 2024).
- Sánchez-Ruiz & Bonaldo, 2024 : « Four new spider species of Cubanops Sánchez-Ruiz, Platnick & Dupérré from eastern Cuba (Araneae: Caponiidae). » Zootaxa, no 5448(4), p. 569-580.